# Kriegsverbrecherprozesse von Guam
Die Kriegsverbrecherprozesse von Guam waren Verhandlungen gegen Mitglieder der Kaiserlich Japanischen Armee, die im Pazifikkrieg Verbrechen gegen die Gebräuche des Krieges begangen hatten. Bei den Gerichten handelte es sich um Militärtribunale (military tribunal) nach US-amerikanischem Muster. Zwar wandte die Navy auch die „Regulations“ des Supreme Commander for the Allied Powers (SCAP) für Kriegsverbrecherprozesse vom 5. Dezember 1945 an, jedoch behielt man sich vor, diese gegebenenfalls anzupassen.

## Organisation
Bei den Richtern handelte es sich um Offiziere, die qualifiziert sein mussten, einem amerikanischen Kriegsgericht anzugehören. Obwohl ein Mitglied speziell als „law member“ zu ernennen war, hatte in der Regel keiner der Richter eine juristische Ausbildung. Die Tribunale hatten normalerweise sieben, keinesfalls weniger als fünf, Mitglieder, normalerweise unter Vorsitz eines Konteradmirals, seltener eines Kommodores oder Obersten der Marineinfanterie. Die Urteile solcher Tribunale mussten nicht begründet werden, es ist daher aus den Akten oft nicht ersichtlich, weshalb ein bestimmtes Urteil in der jeweiligen Form gesprochen wurde. Die normalerweise strengen Beweiswürdigungsgrundsätze des angelsächsischen Rechtssystems wurden nicht angewandt, die Regeln waren aber strenger als bei den Verhandlungen unter Leitung des SCAP, da die „Provisions for Naval Boards“ prozedurale Grundlage waren.
Die Anklage wurde vertreten durch einen „judge advocate“ amerikanischen Musters, der – anders als sein britischer Kollege, der ein neutraler Berater der Richter ist – als Staatsanwalt fungiert. Beweise wurden von militärischen Einheiten im Kommandobereich gesammelt und von qualifiziertem juristischem Personal ausgewertet und zu Anklagen aufbereitet. Eine der Vorgaben war, nur „wasserdichte“ Anklagen überhaupt zur Verhandlung zu bringen.
Verhandelt wurde gegen Angeklagte, die als Kriegsverbrecher der Kategorie B oder C (BC級戦犯) eingestuft wurden. Ihnen wurden auf Staatskosten amerikanische Anwälte beigegeben. Die Angeklagten durften außerdem japanische Anwälte ihres Vertrauens zuziehen. Unter den Angeklagten befand sich ein vergleichsweise hoher Anteil von Zivilisten.

## Prozesse

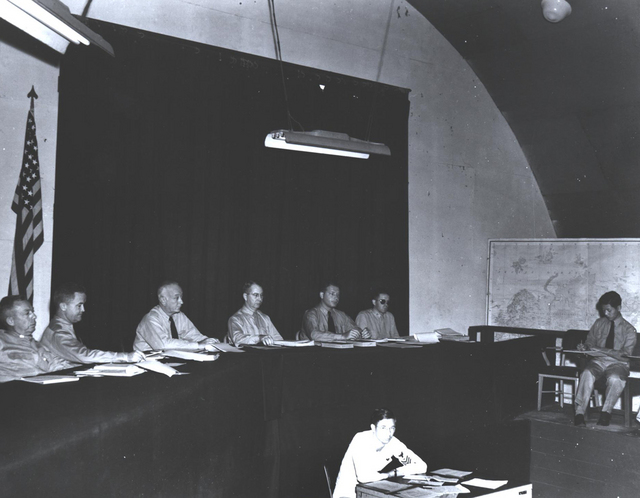
Der ehemalige Admiral Chuichi Hare vor dem Kriegsgericht der US Navy in Guam 1948

Prinzipiell nicht anerkannt wurde die Verteidigung, „auf höheren Befehl“ gehandelt zu haben, sie konnte jedoch als mildernder Umstand Berücksichtigung finden. Der Marineminister ordnete 1946 an, dass jedes Todesurteil für Taten die „auf höheren Befehl“ erfolgt waren, in eine lebenslange Freiheitsstrafe umzuwandeln sei.
Das erste Tribunal trat am 7. Dezember 1945 nicht auf Guam, sondern auf dem US-Marinestützpunkt von Kwajalein (Marshallinseln) zusammen. Verhandelt wurde gegen fünf japanische Marineoffiziere wegen der Ermordung von drei Kriegsgefangenen. Konteradmiral Masuda Nisuke beging vor Verhandlungsbeginn Selbstmord und hinterließ einen Abschiedsbrief, in dem er angab, die Hinrichtung der drei befohlen zu haben.
Drei der verbliebenen Angeklagten wurden zum Tode verurteilt, ein Gefängniswärter erhielt zehn Jahre Zwangsarbeit.
Im Verfahren gegen Generalleutnant Tachibana Yoshio und elf weitere wegen des Chichi-jima-Vorfalls auf den Bonin-Inseln lautete die Anklage auf Mord. Dem General wurden außerdem weitere Fälle von Kannibalismus vorgeworfen, die dieser auch einräumte. Eine Verurteilung deswegen fand jedoch nicht statt, da die „Procedures“ – im Gegensatz zu den in Wewak für australische Prozesse geltenden – die Jurisdiktion über ein derartiges „primitives“ Verbrechen nicht mit einschlossen. Die Angeklagten wurden jeweils nur wegen „Pflichtvergessenheit gegen die fixierten Regeln des Humanitären Völkerrechts“ verurteilt. Den Offizieren wurde besonders vorgeworfen, dass sie als Vorgesetzte ihrer Vorgesetztenverantwortlichkeit nur unzureichend nachgekommen seien. Tachibana wurde zum Tode verurteilt und hingerichtet.

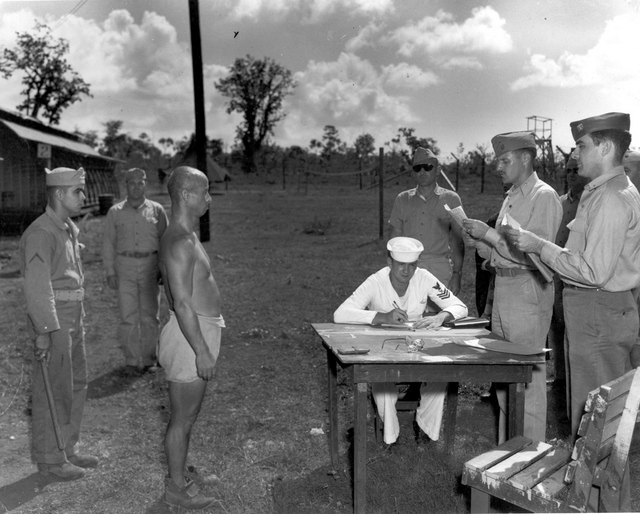
Als Kriegsverbrecher zum Tode verurteilter japanischer Soldat bei der Urteilsverkündung durch military commission der US Navy

Nach zweimonatiger Dauer ging im Dezember 1947 die Verhandlung gegen den ehemaligen Kommandanten des Marinekrankenhauses auf den Truk-Inseln zu Ende. Dem Hauptangeklagten Iwanami Hiroshi wurde vorgeworfen, er habe acht amerikanische Kriegsgefangene durch Menschenversuche zu Tode gefoltert. Er wurde zum Tode durch Erschießen verurteilt, das Urteil auch vollstreckt. 18 weitere Angeklagte erhielten Gefängnisstrafen ab zehn Jahren, einmal lebenslänglich.
Beim größten Prozess auf Guam waren 20 Militärangehörige angeklagt, auf der Insel Babaelthuap (Palau) zehn Zivilisten „barbarisch abgeschlachtet“ zu haben. Es gab zwei Freisprüche.
Im Verfahren gegen Konteradmiral Saikaibara Shigematsu u. a. gab es elf Todesurteile und fünf Haftstrafen für die Angeklagten, die an der Ermordung vom 98 zivilen Angestellten der Pan Am auf der Insel Wake 1943 beteiligt waren.

### Verurteilungen
Bis zum 21. Mai 1949 fanden die Prozesse ihren Abschluss. In insgesamt 47 Verhandlungen, gegen zusammen 123 Angeklagte, kam es zu 113 Verurteilungen und 10 Freisprüchen. Von den Verurteilten wurden 30 (26,6 %) zum Tode verurteilt. Zehn dieser Todesurteile wurden vollstreckt; ohne die umgewandelten Todesurteile gab es 16 Verurteilungen zu lebenslanger Haft.

### Revision
Sämtliche Urteile wurden zur juristischen Prüfung dem Director War Crimes der Navy vorgelegt, der dann Empfehlungen an den Kommandeur der Pazifikflotte und den Kommandanten des Bereichs Marianen abgab. Der Judge Advocate General der Navy hatte dann das Urteil gegen jeden einzelnen Verurteilten zu prüfen, bevor er es dem Secretary of the Navy zur abschließenden Entscheidung vorlegte. Eine Strafverschärfung im Revisionsprozess war ausgeschlossen.